# Strzyż dwubarwny
Strzyż dwubarwny (Campylorhynchus griseus) – gatunek średniej wielkości ptaka z rodziny strzyżyków (Troglodyditae), występujący w Ameryce Południowej.

## Systematyka
Takson ten bywał czasami łączony w jeden gatunek ze strzyżem wielkim (C. chiapensis). Wyróżniono kilka podgatunków C. griseus:
- Campylorhynchus griseus albicilius – północna Kolumbia i północno-zachodnia Wenezuela.
- Campylorhynchus griseus bicolor – zachodnia Kolumbia.
- Campylorhynchus griseus zimmeri – środkowa Kolumbia.
- Campylorhynchus griseus minor – wschodnia Kolumbia i północna Wenezuela.
- Campylorhynchus griseus pallidus – południowa Wenezuela.
- Campylorhynchus griseus griseus – wschodnia Wenezuela, Gujana i północna Brazylia.

## Morfologia
WyglądNiewielki ptak o zakrzywionym w dół dziobie. Brązowy grzbiet z czerwonawym kuprem, brzuch i pierś białe. Czubek głowy czarny, wokół oczu biegnie pasek tego samego koloru.
Średnie wymiaryDługość ciała: 21–22 cm, masa ciała: 37–46,5 g.

## Ekologia i zachowanie
BiotopSuche i półsuche zarośla, kaktusowe zarośla, lokalnie wilgotne rzadkie lasy i ich skraje. Często spotykany w pobliżu osiedli ludzkich.
PożywienieGłównie bezkręgowce, ale i materia roślinna, w tym jagody.
RozmnażanieOkres lęgowy w Wenezueli trwa od stycznia do marca i od maja do sierpnia. W Kolumbii gniazda znajdowano od lutego do czerwca. Samica składa 3–5 jaj o barwie płowej do cynamonowej.

## Status
IUCN uznaje strzyża dwubarwnego za gatunek najmniejszej troski (LC – Least Concern). Liczebność populacji nie została oszacowana, ale ptak ten opisywany jest jako pospolity. Trend liczebności populacji uznawany jest za stabilny.